# Aeroportul Futuna
Aeroportul Futuna (IATA: FTA, ICAO: NVVF) este un aeroport din Futuna⁠(d), Tafea⁠(d), Vanuatu ce deservește zona Futuna Island, Vanuatu⁠(d).
Situat la o altitudine de 40 m, aeroportul dispune de o singură pistă.